# Ibolândia
Ibolândia (em ibo: Àlà Ị̀gbò; em inglês: Igboland), também conhecido como Sudeste da Nigéria, é a terra dos ibos.:307 É uma Região cultural não-governamental e região linguística comum no sul da Nigéria. Geograficamente, é dividido pelo baixo Rio Níger em duas partes desiguais - uma oriental (que é a maior dos duas) e uma seção ocidental.:307 Caracteriza-se pela diversa cultura ibo e a igualmente diversa língua ibo.:307:315
Politicamente, Ibolândia é dividido em vários Estados da Nigéria do sul. Culturalmente, é dividido em vários subgrupos, incluindo os Aniomas, Ngwas, Eddas, Ezaas, Ibekus, Ohuhus, Omumas e o Ekpeyes. William Balfour Baikie que observou "Em Ibo [terra] cada pessoa saúda, como um marinheiro diria, do distrito particular onde ele nasceu, mas quando longe de casa, todos são ibos. E, no entanto, diferenças consideráveis existem entre diferentes partes deste extenso país, e os dialetos falados também variam muito.":307

## Limites territoriais
A Ibolândia é cercada por todos os lados por uma série de grandes rios, e outras tribos indígenas do sul e centro da Nigéria. A saber: Binis, Urrobos, ijós, Ogonis, igalas, tives, iacos, idomas e ibibios. Nas palavras de William B. Baikie, "Pátria ibo, se estende a leste e oeste, a partir do rio Velho Calabar às margens do Kwora, rio Níger, e possui também algum território em Aboh, um clã ibo, para o lado oeste do último fluxo. No norte, ele limita com igaras, igalas e apotós, e é separado do mar apenas por tribos mesquinhas, todas as quais rastreiam sua origem a essa grande corrida".:307
Está principalmente situado na região da floresta de planície da Nigéria, Com partes no Delta do Níger, onde o rio Níger se dirige para o Oceano Atlântico em uma vasta rede de riachos e manguezais no golfo do Biafra.
Os primeiros assentamentos encontrados na Ibolândia datam de 4 500 a.C. na área central, de onde a maioria da população de fala ibo acredita ter migrado. O norte de ibo reino de Nri, que se elevou em torno do século X d.C., é creditado com a base de grande parte da cultura, costumes e práticas religiosas da Ibolândia. É a mais antiga monarquia existente na atual Nigéria. No sul da Ibolândia vários grupos se desenvolveram, dos quais o mais notável foi a confederação Aro. A Ibolândia fazia parte do Protetorado do Sul da Nigéria do Império britânico e foi amalgamado na Nigéria moderna em 1914; a nação ganhou independência em 1960. Pouco depois a Ibolândia estava envolvido na sua maior guerra durante movimento de secessão do Biafra, que terminou em 1970, eventualmente, quando esta área voltou para Nigéria.

## Antigas rotas comerciais
A cultura da Ibolândia tem sido moldada por seu clima principalmente floresta tropical, o seu comércio antigo, migração e história social dentro de seus vários clãs e povos, e negociação antiga com seus vizinhos, aliados e ultimamente com os europeus.
Mr W. B. Baikie afirmou, "Eu aproveito a oportunidade, e, pelo nosso intérprete, disse a Tshukuma que viemos conhecê-lo e sua amizade, e para verificar se as pessoas estavam dispostas a negociar conosco", ao assinar um acordo comercial com o chefe de ibo, o Sr. Tshukuma (Chukwuma) Obi do clã Aboh, que eram um dos principais clãs de ibo, empenhado no início de negociação ativa com Europa.:45 Da mesma forma, "depois de nossas saudações, falei de amizade, de comércio e de educação, e particularmente ampliado sobre os males da guerra e os benefícios da paz, tudo bem recebido", observou William B. Balkie ao assinar um Acordo comercial com o chefe do ibo, Ezebogo em Asaba em 30 de agosto de 1885.:296
Devido ao padrão linguístico comum nativo e às culturas inter-relacionadas na Ibolândia, antes da data de chegada dos europeus, o baixo rio Níger, que divide a Ibolândia em partes desiguais do leste e oeste, desde tempos antigos continuou a fornecer meios fáceis de comunicação, comércio e unidade entre ibos em ambos os lados do rio Níger,:300 bem como promoveu comércio antigo e migração de pessoas à Ibolândia, e entre a Ibolândia e o resto do mundo. Algumas das notáveis rotas comerciais e de exportação antigas na Ibolândia incluíram o famoso rio Níger e Njaba-lago Oguta-Orashi rotas de navegação via Asaba-Onitcha-Aboh,:315 e Awo-omamma-Oguta-Ogba–Egbema–Ndoni-Aboh serviços de ferry, respectivamente.:300

## História

### Pré-história (6 000–3 000 a.C.)
O estabelecimento precoce da Ibolândia remonta a 6 000 a.C. com base no trabalho de cerâmica inicial encontrado no Okigwe, Oka Igwe, e hoje conhecido como Awka. Alguns aldeões locais conservam o nome original, como Umuzuoka, The Blacksmiths Ezioka, Okigwe, Imoka, etc. eixo Oka Igwe - Nsukka. No entanto, há evidências de que o homem paleolítico se estabeleceu no sul da Nigéria de pelo menos 10 mil anos atrás. Grande parte da cerâmica escavada por uma equipe liderada por Thurstan Shaw com a Universidade da Nigéria em Nsukka em 1978 descobriu uma pedreira que era uma mina para fabricação de ferramentas e cerâmica para uma "civilização de pedra" nas proximidades de Ibagwa. Antropólogos na Universidade de Benin descobriu fósseis e uso de monólitos que remontam a 6 000 a.C. em Ugwelle-Uturu na área de Okigwe. Mais evidências de assentamentos antigos foram descobertos em uma área cultural de metal Nsukka, sugeiu, a partir de 3 000 a.C. e mais tarde assentamentos atribuídos à cultura Ngwa em AD 8-18.

### História antiga (3 000 a.C.–300 d.C.)
O eixo Nsukka-Okigwe forma como base para um antecedente cultural do coração proto-ibo proposto para a cultura ibo contemporânea. Não está claro quais os links culturais que existem entre esses artefatos pré-históricos e hoje. Mais tarde, o assentamento humano na região pode ter ligações com outras descobertas feitas na área mais ampla, particularmente com a cultura associada às descobertas de terracota com base em Noque que abrange uma ampla área sobre o norte e centro da Nigéria.
Acredita-se que uma grande parte da população ibo tenha migrado de uma área menor nesta região, iniciando várias tribos falantes de ibo independentes, grupos de aldeias, reinos e estados. Os movimentos foram geralmente divididos em duas tendências da migração: um grupo espalhado mais ao norte para as margens do Níger e o quadrante superior do rio Cross; o outro, seguindo uma trilha sul tinha principalmente ressuscitado das populações Isu mais próximas do eixo a partir das quais a maioria das comunidades ibos do sul foram povoadas. Mbaise são, notavelmente, os melhores exemplos de um grupo ibo reivindicando autóctone e rejeitando muitas histórias migratórias sobre suas origens, muitos desses grupos de qualquer maneira são, evidentemente, culturalmente norte ou sul de ibo, com base na proximidade de suas tradições com as de seus vizinhos e, muitas vezes , laços familiares e políticos.

### Ibo-Ucu e primeiros assentamentos(300–900)

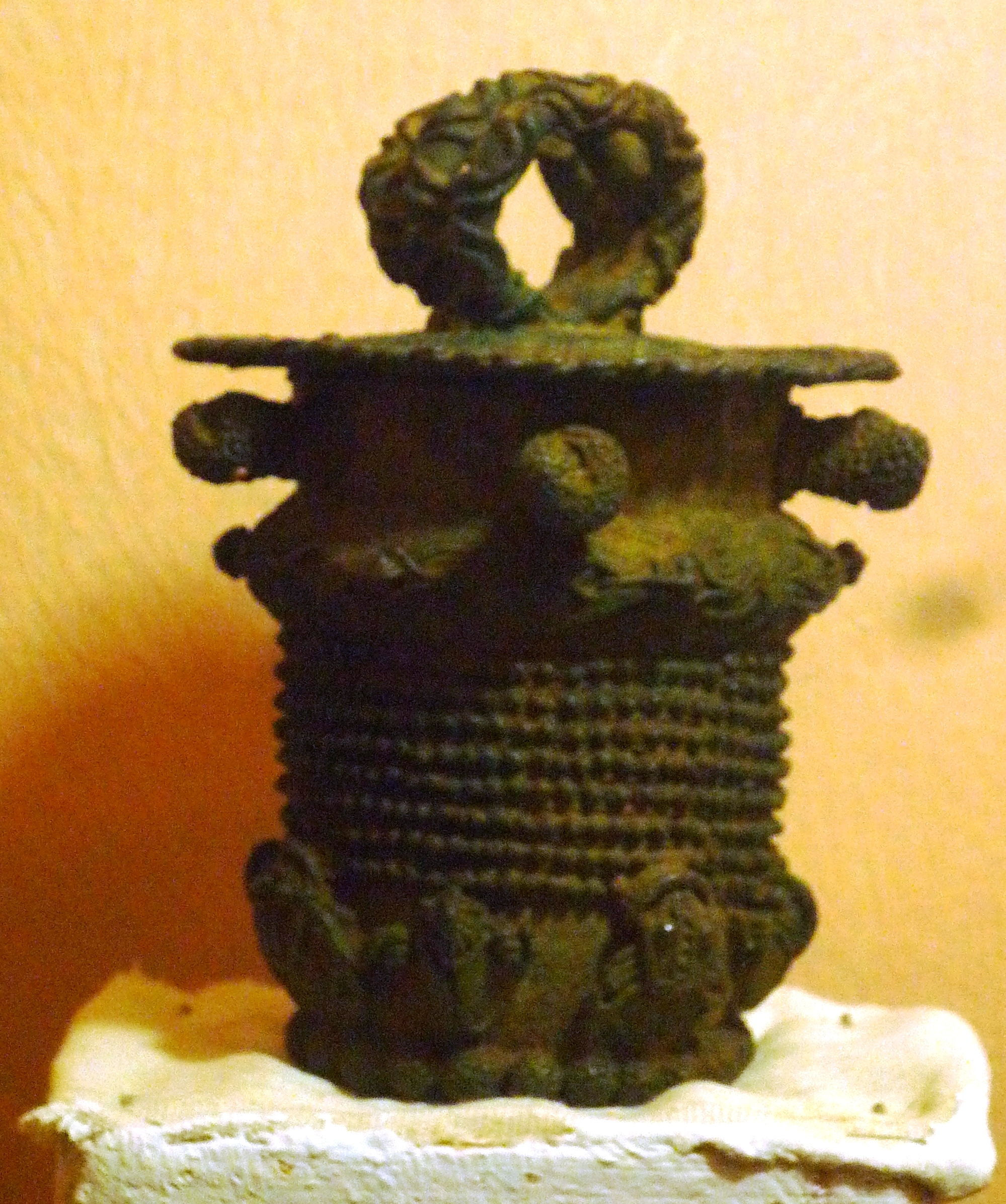
Ibo-Ucu foi o local de uma antiga indústria de bronze indígena que foi redescoberta no século XX. Muitos dos itens recuperados eram objetos rituais como esta panela de bronze do século IX

Isiah Anozie estava cavando em seu composto para instalar uma cisterna em 1939, quando ele tropeçou nos primeiros achados do metal Ibo-Ucu e artefatos preciosos que levaram à descoberta de uma rede maior de obras metálicas ligadas do século IX. As obras foram baseadas em Ibo-Ucu e descobertas adicionais foram encontradas por equipes de arqueologia lideradas por Thurstan Shaw em 1959-1960 e em 1964 no complexo de Jonah Anozie.
Inicialmente, ao longo dos anos 1960 e 1970, pensava-se que os itens de bronze e cobre Ibo Ucu eram de origem externa ou eram influenciados pela tecnologia externa devido à sua sofisticação técnica. O oposto revelou-se verdadeiro, uma vez que os depósitos locais de cobre foram explorados no século IX e evidências antropológicas, como as escarificações semelhantes aos Ichi nas figuras humanas, mostram a origem local. As obras foram atribuídas a uma indústria de bronze isolada que se desenvolveu sem influência externa ao longo do tempo para alcançar tal sofisticação.
As rotas comerciais ibo do início do segundo milênio atingiram as cidades de Meca, Medina e Jidá através de uma rede de rotas comerciais viajadas por intermediários. Havia evidências de contas que se originaram na Índia nos locais de sepultamento do Ibo Ucu do século IX: milhares de contas de vidro foram descobertas dos restos arruinados das roupas de um nobre. O local do enterro foi associado ao Reino Nri, que começou em torno do mesmo século de acordo com a história indígena.

### Nri e outras migrações(900–c. 1560)
O norte de ibo Reino de Nri, crescendo ao redor do século X com base nas tradições de Umunri, é creditado com o fundamento de grande parte da cultura da Ibolândia, costumes, e práticas religiosas. É a mais antiga monarquia existente na atual Nigéria. Foi em torno do século X que a divina figura que Eri disse ter migrado, de acordo com a sabedoria de Umunri, ao Anambra (em ibo:  Omambara) Bacia do rio — Especificamente no encontro com o rio Ezu conhecido como Ezu em Omambara no presente Aguleri. As origens exatas de Eri são desconhecidas e muitas das tradições de Nri o apresentam como um líder divino e civilizador enviado do céu para começar a civilização. Em contraste, as origens de Eri geralmente sugerem uma origem norte-leste que provocou o debate referente a uma possível origem igala para Eri.
Devido ao comércio histórico e à migração dos antigos, outras pessoas também entraram na Ibolândia em torno dos séculos XIV ou XV e se misturaram com os nativos. Em direção ao extremo ocidental da Ibolândia, através do rio Níger, um homem conhecido como Eze Chima que fugiu de Benin com seus cúmplices após uma disputa com a Oba de Benin, que, em consequência, o exilou na década de 1560. Ao sair da cidade de Benin indo para o leste, Eze Chima e seus seguidores se estabeleceram em várias terras e estabeleceram monarquias com os nativos nessas áreas. Esses cresceram em grandes grupos de aldeias e cidades após o século XVI. Coletivamente, esses lugares são conhecidos como Umuezechima que se traduz como "crianças ou descendentes do rei Chima".

### Guerras com os igalas e contato europeu (1450–século XVIII)
A Ibolândia foi historicamente conhecido como o  Ibo (e) ,  Ebo (e)  e  Heebo Country  pelos primeiros exploradores europeus. A Ibolândia foi conquistada pelo Império Britânico após várias décadas de resistência em todas as frentes; alguns dos mais famosos da resistência incluem o Movimento Ekumeku, a Guerra Anglo-Aro, e Aba Women's Riots, que foi contribuído por mulheres de diferentes origens étnicas no leste da Nigéria.
As partes do norte extremos da Ibolândia no século XVIII foram objeto de muita invasão por elementos dos igalas de Idah sob Onoja Oboni, descendente de uma das famílias reais Idah. Os conflitos diminuíram ainda mais em áreas no centro do norte da Ibolândia, particularmente Nsugbe perto de onde os primeiros colonos europeus com Joseph Hawkins notou eventos de partes dos conflitos entre o Ebo e 'Galla' em Uma História de uma Viagem à Costa da África, publicada em 1797. As tradições de Umunri afirmam que Onoja Oboni, no entanto, é de estoque Nri real e fundou Idah enquanto seguia para o norte. Os igalas não reivindicam origens de Onoja Oboni ou Ibo.

### Arochukwu e o tráfico de escravos(1750–1850)
Um número de políticas aumentou, direta ou indiretamente, como resultado de Nri; O reino mais poderoso destes foi o Confederação Aro, que se elevou na região do Rio Cross no século XVII e declinou após a colonização britânica no início do século XX. O estado de Aro, centrado em Arochukwu, seguiu o constante declínio de Nri, baseando muitas das suas atividades econômicas no aumento do comércio de escravos para os europeus pelos intermediários africanos costeiros.
O local atual de Arochukwu foi originalmente estabelecido pelos ibibios sob o reino Obong Okon Ita antes da conquista do que se tornou Obinkita no século XVII por dois grupos ibo principais: o clã de Eze Agwu e o Oke Nnachi, assistido pelo Ibom Isi (ou Apá) mercenários sob a liderança do Nnubi dynasty. Conduzido por Agwu Inobia, um descendente de Nna Uru de Abiriba, o clã de Eze Agwu foi centrado em sua capital Amanagwu e foi resistido por Obong Okon Ita, que levou ao início da Guerras Aro-Ibibio.
A guerra inicialmente se tornou um impasse. Ambos os lados organizaram um casamento entre o rei de Obong Okon Ita e uma mulher de Amanagwu. O casamento eventualmente não conseguiu trazer a paz, mas desempenhou um papel decisivo na guerra. Oke Nnachi foi liderado por Nnachi Ipia que era um dibia ou sacerdote entre os Eddas e foi chamado por Agwu Inobia para ajudar na guerra contra o Ibibio. Esses grupos foram seguidos por um terceiro grupo ecói não ibo, Apa ou Ibom Oburutu Que foram liderados por Akuma Nnaubi, o primeiro Eze Aro, o título do rei do Aro.
No sul da Ibolândia, vários grupos desenvolveram-se principalmente independentes da influência de Nri. A maioria destes grupos seguiu uma migração de comunidades de Isu no presente Imo (estado), embora algumas comunidades, como o grupo Mbaise de grupos de aldeias, afirmem ser autóctone.

### Era colonial(1850–1960)

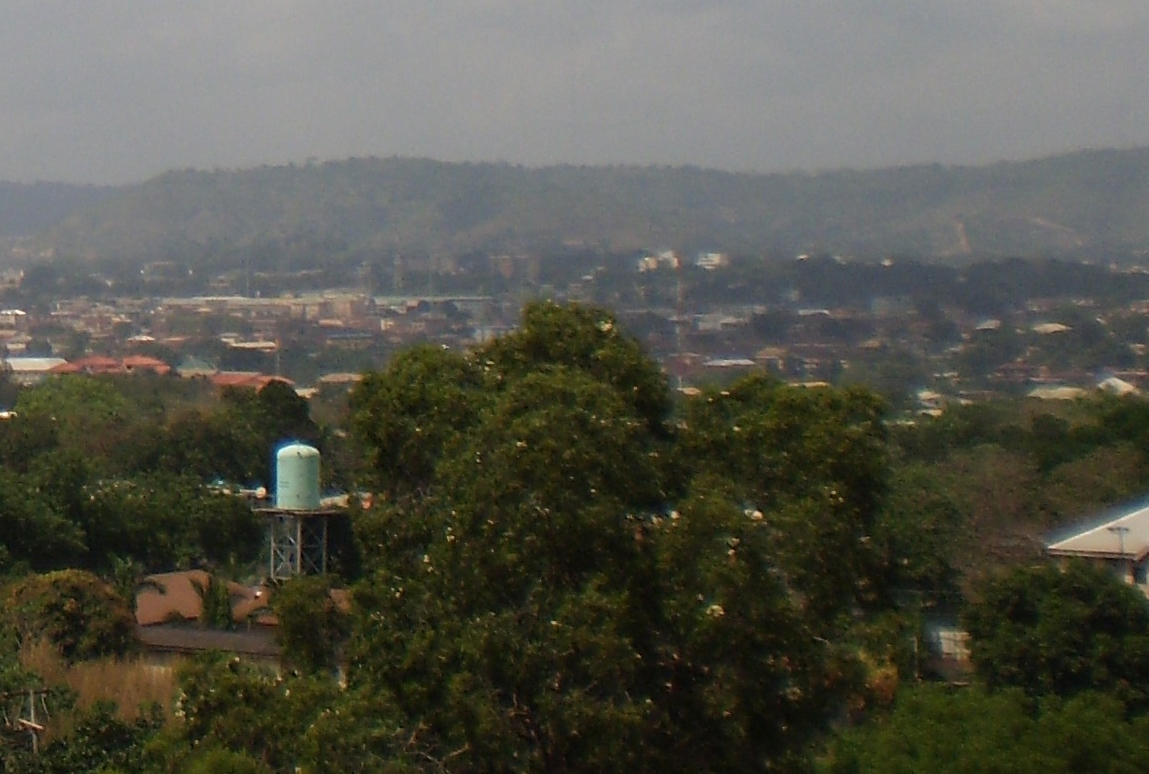
Enugu, a capital da antiga região oriental da Nigéria.

Após a abolição do comércio de escravos no parlamento britânico em 1830, a marinha real britânica abriu o comércio com as cidades costeiras de Ubani e Opobo e, mais adentro, no Níger com Asaba na década de 1870. A indústria de óleo de palma, a maior exportação, cresceu e importante para os britânicos que negociaram aqui. A chegada e o comércio britânicos levaram a encontros crescentes entre o ibo e outras políticas e grupos étnicos em torno do rio Níger e levaram a um senso mais profundo de uma identidade étnica ibo distinta. Os missionários começaram a chegar na década de 1850. O ibo, em primeiro lugar, se preocupou com a religião, começou a abraçar o cristianismo e a educação ocidental à medida que a sociedade tradicional quebrou. O cristianismo desempenhou um papel importante na introdução da ideologia europeia na sociedade e cultura ibo, muitas vezes através do apagamento da prática cultural; os adeptos das denominações foram muitas vezes impedidos de participar de ritos e tradições antigas, e juntar-se a fraternidades e sociedades secretas foram proibidas à medida que a igreja se fortaleceu.
Devido à incompatibilidade do estilo de governo descentralizado de ibo e ao sistema centralizado exigido para o domínio indireto britânico, Regra colonial britânica foi marcado com conflitos abertos e muita tensão. Sob o domínio colonial britânico, a diversidade dentro de cada um dos principais grupos étnicos da Nigéria diminuiu lentamente e as distinções entre o ibo e outros grandes grupos étnicos, como hauçás e iorubás, ficaram mais nítidas . A regra britânica provocou mudanças na cultura, como a introdução de chefes de mandado como Eze (governantes tradicionais), onde não havia tais monarquias.

### Independência nigeriana (década de 1960)
Após a independência da Nigéria do Reino Unido em 1960, a maior parte da Ibolândia foi incluída na Região Leste.

### Biafra e a Guerra da Nigéria-Biafra(1967–1970)

Bandeira da República do Biafra, às vezes considerada a bandeira étnica ibo.

Após um golpe de Estado em 1966, que viu principalmente soldados ibos assassinando políticos das regiões ocidental e norte da Nigéria, Johnson Aguiyi-Ironsi tomou o controle de Lagos, a capital, e entrou no poder como chefe militar da Nigéria. Em revolta e retaliação contra o governo, o general Aguiyi-Ironsi foi emboscado e assassinado por membros do norte dos militares em 29 de julho de 1966 em uma revolta contra a qual tinha fortes conhecimentos étnicos. O assassino de Ironsi se destacou mais por causa do método de seus assassinos; Ironsi teve suas pernas amarradas na parte de trás de um Land Rover e foi conduzida pela cidade enquanto ainda estava anexada. A Região Oriental formou o núcleo da República separatista de Biafra. Um conselho regional dos povos da Nigéria Oriental decidiu que a região deveria se separar como a República de Biafra em 30 de maio de 1967.
O general nigeriano Emeka Odumegwu-Ojukwu fez uma declaração de independência da Biafra da Nigéria e se tornou o chefe da nova república. A Guerra Civil da Nigéria (ou a "Guerra nigeriana-biafrana") durou de 6 de julho de 1967 a 15 de janeiro de 1970, após o que Biafra mais uma vez tornou-se parte da Nigéria. A República de Biafra foi derrotada após três anos de guerra pelo governo federal da Nigéria de 1967 a 1970 com apoio militar do Reino Unido (estratégia e munição), União Soviética (munição), a República Árabe Unida (força aérea), bem como com o apoio de outros estados ao redor do mundo. Os efeitos das estratégias de guerra da Nigéria, como a fome nos civis da Biafra (a maioria dos quais são ibos étnicos) continua a ser um tema controverso. O movimento pela soberania de Biafra continuou com uma minoria, a maioria constituindo a organização  MASSOB.

## Geografia e biodiversidade
Historicamente, a Ibolândia ocupou uma grande parte do Sudeste da Nigéria, principalmente no lado leste do rio Níger. Ele se estende para o oeste através do Níger para as regiões de Aniocha, Ndokwa, Ukwuani e Ika no atual estado do Delta e também partes minúsculas do estado de Edo na Nigéria. O lado leste é terminado pela Rio Cross, embora existam microcomunidades do outro lado do rio; seu ponto mais ao norte entra no clima de Savanna ao redor de Nsukka.
A ilha de Ubani e Opobo São frequentemente incluídos na região de fala ibo, uma vez que a língua do comércio da ilha e da cidade é ibo e uma vez que muitos habitantes são étnicos ibos. Através desses portos, a região de fala ibo atinge o Oceano Atlântico ao sul, embora ambas as cidades estejam geograficamente separadas do resto da Ibolândia por comunidades menores de ijós e andonis.

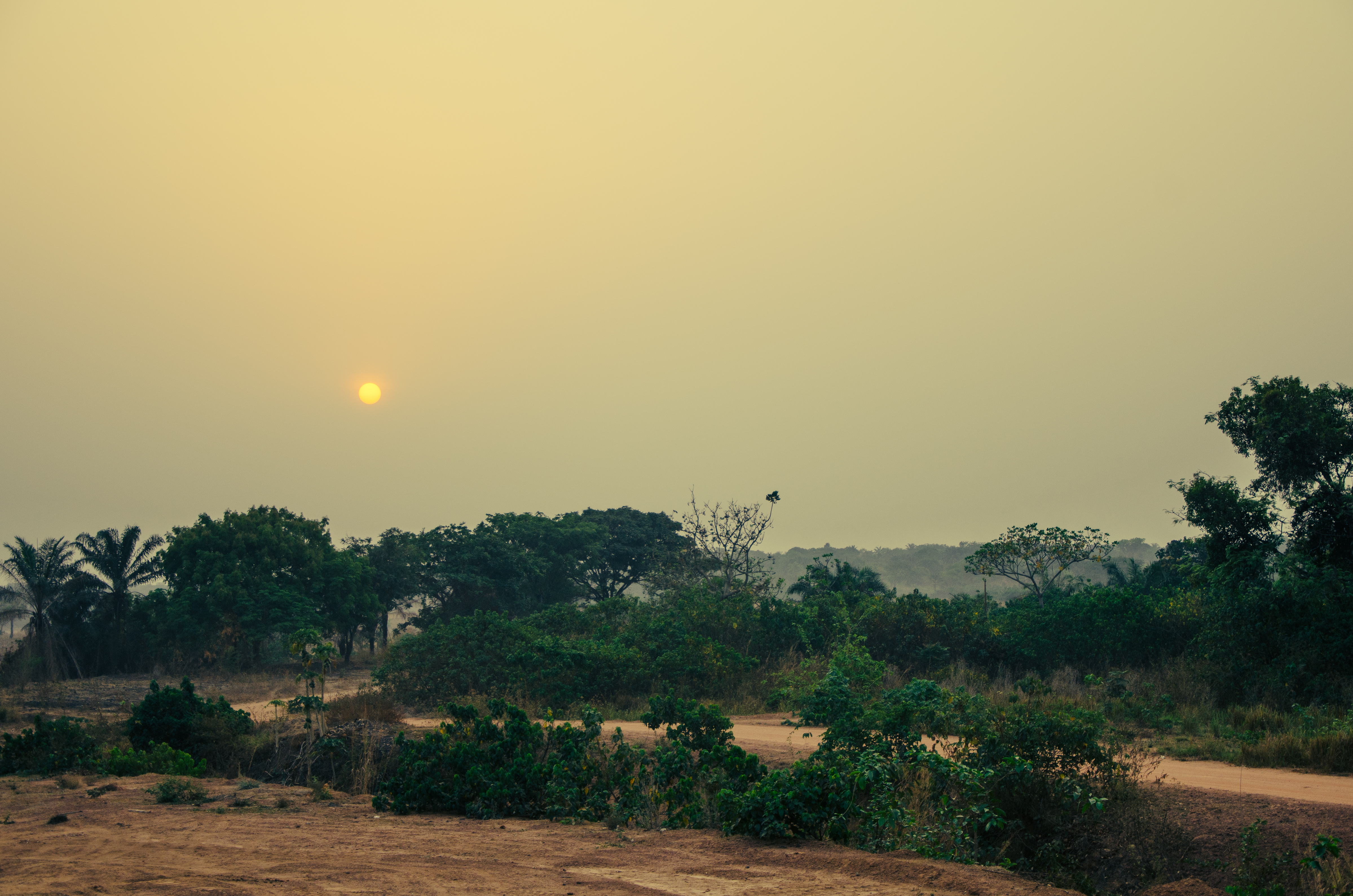
Nkanu Oeste, Enugu

Na Nigéria hoje, a Ibolândia é composta aproximadamente de Abia, Anambra, Ebonyi, Enugu, Imo, e principais partes dos estados Delta e Rivers. Pequenas partes de Akwa Ibom, Benue, Cross River, Edo, e Kogi (estado) compõem o resto da Ibolândia. Mais de 30 milhões de pessoas habitam a Ibolândia e com uma densidade que varia de população 350 a 1 000 habitantes por milha quadrada (140 a 390 /km²) poderia ser a área mais densamente povoada na África após o Vale do Nilo. Ao todo a Ibolândia tem uma área de 40 900 a 41 400 km2.